# Лавровський Михайло Митрофанович
Лавровський Михайло Митрофанович (?, Переяслав, Переяславський повіт, Полтавська губернія, Російська імперія — † вересень 1920, під селом Нова Ягольниця на Галичині) — підполковник Дієвої Армії УНР.

## Біографія
Народився у місті Переяслав Полтавської губернії. Навчався у Київській духовній семінарії. Останнє звання у російській армії — підпоручик.
З середини січня 1919 року — помічник командира 3-го Залізничного полку Окремого Залізнично-Технічного корпусу Дієвої Армії УНР. 
3 24 жовтня 1919 року — командир 27-го (3-го Залізничного полку) Дієвої Армії УНР. 
Учасник  Першого Зимового походу: командир 3-го куреня збірної бригади Київської дивізії, сформованого з 9-ї Залізничної дивізії. 
У 1920 році — командир 30-го куреня 10-ї стрілецької Київської бригади 4-ї Київської дивізії Армії УНР. 
Загинув у бою під селом Нова Ягольниця на Галичині.